# Gerhard Feldbauer
Gerhard Feldbauer (* 29. März 1933 in Zwickau) ist ein deutscher Historiker und Publizist. In der DDR war er Auslandskorrespondent und Diplomat. Seine Bücher und Artikel befassen sich mit der neueren politischen Geschichte Italiens. 

## Leben
Feldbauer war von 1967 bis 1970 Südostasien-Korrespondent für den Allgemeinen Deutschen Nachrichtendienst (ADN) und das Zentralorgan der SED Neues Deutschland in Hanoi. Von 1970 bis 1979 arbeitete er als Auslandskorrespondent für den ADN in Rom. Er promovierte 1972 an der Deutschen Akademie für Staats- und Rechtswissenschaft „Walter Ulbricht“ in Potsdam-Babelsberg zur „Rolle der vietnamesischen Räte im nationalen Befreiungskampf“. Mit einer Schrift zum italienischen Neofaschismus legte er 1981 die Promotion B (Dr.sc.rer.pol.) an der Karl-Marx-Universität Leipzig ab. Von 1981 bis 1983 war er Botschaftsrat in Algerien, ab November 1983 Botschafter in Zaire. Seit 2002 arbeitet er als freiberuflicher Publizist.
Feldbauer hat Bücher zur neueren politischen Geschichte Italiens verfasst. Laut verschiedener Rezensenten gehen seine Bücher Agenten, Terror, Staatskomplott (2000) und Geschichte Italiens (2008) von einem ungebrochenen kommunistischen Weltbild aus und nehmen Verschwörungstheorien auf. Seine Studie Marsch auf Rom von 2002, die sich – so der Untertitel – mit Faschismus und Antifaschismus in Italien - Von Mussolini bis Berlusconi und Fini befasst, rezensierte Conradin Wolf in der NZZ. Feldbauer vertrete darin die These, die USA hätten die „Entfaschisierung“ Italiens verhindert. Das Buch sei dennoch eine geeignete Einführung in die Geschichte des Faschismus Italiens. Feldbauer habe die Zusammenhänge zwischen und die historische Kontinuität von altem und neuem italienischen Faschismus analysiert und gebe „einen sehr gut verständlichen Überblick über zentrale Aspekte der Geschichte Italiens der letzten 80 Jahre“, befand Silke Becker im Portal für Politikwissenschaft. Seine 2023 erschienene Abhandlung Georgia Meloni und der italienische Faschismus durchziehe „eine ideologische DDR-Sozialisation, die auch seine überkommenen Konzepte und stereotype Zuordnungen“ erkläre, schrieb Armin Pfahl-Traughber. Feldbauer habe kaum neuere Fachliteratur verwendet und neige auch immer wieder zu „konspirationsideologischen Ausführungen“, etwa wenn er behauptet: „Die CIA inszenierte … zunächst die Entführung und am 9. Mai die Ermordung Moros …“,.
Als freier Autor schreibt er für die Zeitungen Neues Deutschland, Junge Welt und Unsere Zeit (UZ) über Italien. Henning Böke warf ihm 2002 in analyse & kritik vor, in der UZ „als »Italien-Experte« (…) eine Fortsetzung seines alten DDR-Journalismus“ zu betreiben, und nennt als Beispiel die seiner Meinung nach „grotesk verdrehten, vor offener Fälschung von Zitaten nicht zurückschreckenden Darstellungen zum Strömungsstreit in der Rifondazione Comunista“. Feldbauer gehörte zu den ständigen Autoren der Monatsschrift RotFuchs, die erstmals 1998 als Kleinzeitung der DKP erschien, um „Positives aus der DDR bewahren“ und eine „strenge marxistisch-leninistische Ausrichtung“ hatte, und schrieb für die Marxistisch-leninistische Schriftenreihe für Geschichte, Politik, Ökonomie und Philosophie des Ernst-Thälmann-Verlags, wie 2006 zusammen mit Kurt Gossweiler im Heft 100: Der Versuch eines konterrevolutionären Putsches 1953 in der DDR.

## Schriften
- Die historische Bedeutung der vietnamesischen Sowjets (1930–1931) für den erfolgreichen Verlauf des nationalen Befreiungskampfes des vietnamesischen Volkes unter Führung der Partei der Arbeiterklasse, Potsdam 1972.
- Der Neofaschismus in Italien. Zu Grundfragen seiner Rolle als Stosstrupp der reaktionärsten Kräfte und Eingreifreserve des Monopolkapitals, seine internationalen Querverbindungen, 1981.
- Von Mussolini bis Fini: die extreme Rechte in Italien, Elefanten-Press, Berlin 1996, ISBN 3-88520-575-0. Vollversion online abrufbar (PDF; 1 MB).
- Agenten, Terror, Staatskomplott. Papyrossa, Köln 2000, ISBN 3-89438-207-4.[3]
- Kommt mit Berlusconi ein neuer Mussolini?, Neue-Impulse, Essen 2001, ISBN 3-910080-29-4.
- Marsch auf Rom. Faschismus und Antifaschismus in Italien - Von Mussolini bis Berlusconi und Fini, Papyrossa, Köln 2002, ISBN 3-89438-248-1.
- Aldo Moro und das Bündnis von Christdemokraten und Kommunisten im Italien der 70er Jahre, Essen 2003.
- mit Irene Feldbauer: Sieg in Saigon. Pahl-Rugenstein, Bonn 2005, ISBN 3-89144-366-8.
- Mussolinis Überfall auf Äthiopien, Pahl-Rugenstein, Bonn 2006, ISBN 3-89144-372-2.
- Die nationale Befreiungsrevolution Vietnams. Pahl-Rugenstein, Bonn 2007, ISBN 978-3-89144-379-8.
- Geschichte Italiens. Vom Risorgimento bis heute, Papyrossa, Köln 2008, ISBN 978-3-89438-386-2.[2]
- Der Heilige Vater. Benedikt XVI.: Ein Papst und seine Tradition. Papyrossa, Köln 2010, ISBN 978-3-89438-415-9.
- 1945 fiel in Italien die Revolution aus. 2012 (Online).
- Die Resistenza: Italien im Zweiten Weltkrieg, Papyrossa, Köln, 2014, ISBN 978-3-89438-559-0.
- Giorgia Meloni und der italienische Faschismus. Papyrossa, Köln 2023, ISBN 978-3-89438-804-1

## Auszeichnungen
- Franz-Mehring-Ehrennadel (1969)